# Rhipiliopsis
Rhipiliopsis es un género de algas, perteneciente a la familia Udoteaceae.

## Especies deRhipiliopsis
- Rhipiliopsis aegyptiaca
- Rhipiliopsis carolyniae
- Rhipiliopsis corticata
- Rhipiliopsis echinocaulos
- Rhipiliopsis gracilis
- Rhipiliopsis howensis
- Rhipiliopsis madagascariensis
- Rhipiliopsis millarii
- Rhipiliopsis mortensenii
- Rhipiliopsis multiplex
- Rhipiliopsis peltata
- Rhipiliopsis profunda
- Rhipiliopsis reticulata
- Rhipiliopsis robusta
- Rhipiliopsis stri
- Rhipiliopsis yaeyamensis